# Rhadinorhynchus japonicus
Rhadinorhynchus japonicus är en hakmaskart som beskrevs av Fujita 1920. Rhadinorhynchus japonicus ingår i släktet Rhadinorhynchus och familjen Rhadinorhynchidae. Inga underarter finns listade i Catalogue of Life.